# Scuola Torii

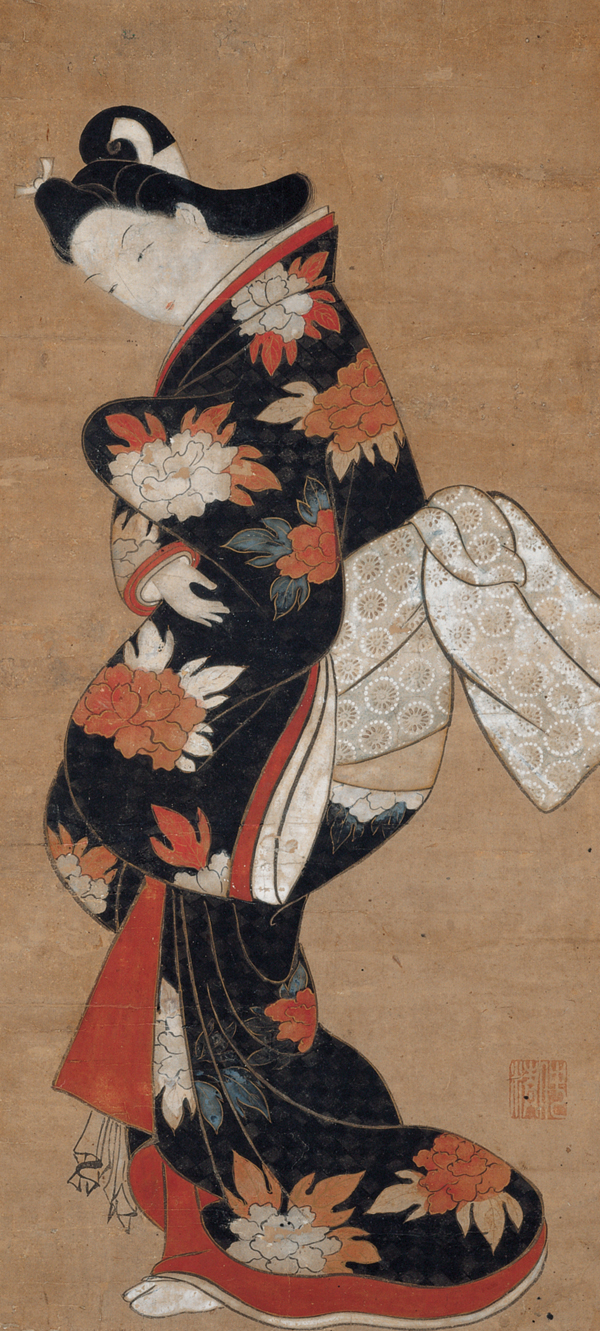
La bellezza in un kimono nero, circa 1710-1720, pergamena appesa, inchiostro, colori e oro su carta, Kimbell Art Museum, opera di Torii Kiyonobu I

La scuola Torii (鳥居派?, , Torii-ha) è una scuola pittorica giapponese del genere ukiyo-e, attiva nella città di Edo, ora Tokyo, durante il periodo Tokugawa. 

## Storia

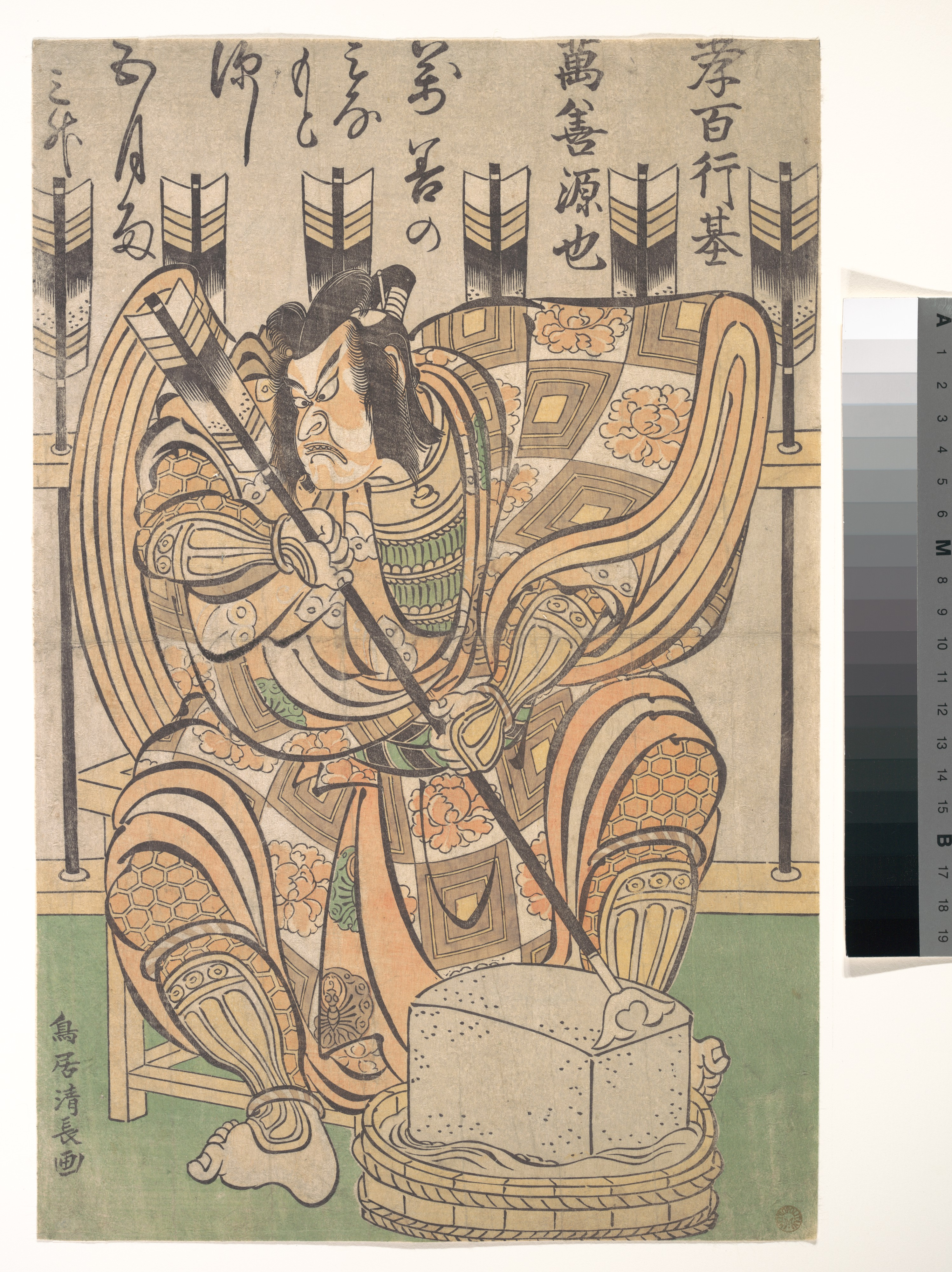
Ichikawa Danjūrō II nel ruolo di Soga Gorō dall'opera Yanone, opera di Torii Kiyonaga

Iniziatore della scuola Torii fu Torii Kiyonobu I (1664-1729), nativo di Osaka ma giunto a Edo, sede dello shogunato, a seguito del padre, attore di kabuki. Aperto il suo studio, la sua arte inizialmente fortemente influenzata da Hishikawa Moronobu, subì un'evoluzione personale dando alle sue opere uno stile più potente e calligrafico che fu adottato anche dai successivi esponenti della scuola. A succedere a Kiyonobu I fu Torii Kiyomasu II, di cui è incerta la parentela con Kiyonobu I.
Terzo capo scuola fu Torii Kiyomitsu, figlio di Kiyomasu II. Questi rimase però senza eredi maschi, adottò il marito della figlia, che assunse il nome Kamejirō. Questi in realtà era un tintore e per continuare la tradizione della scuola ingaggiò artisti come Utagawa Toyoharu e l'allievo più talentuoso del suocero, Torii Kiyonaga, che fu designato come quarto capo scuola. La scuola è poi continuata nei secoli, continuando a dipingere per il teatro kabuki.

## Stile
La scuola Torii dominò il mercato delle stampe degli attori kabuki nel XVIII secolo. Lo stile di disegno dei primi artisti Torii era esagerato e muscoloso venne descritto dalla loro successiva critica giapponese come "gambe a forma di zucca e linea come vermi che si contorcono", adatto a catturare lo stile di recitazione "aragoto" di Edo. Il loro stile di rappresentazione delle figure umane e divine influenzò anche artisti al di fuori della loro schiera, come Nishimura Shigenaga, Nishimura Shigenobu e Tomikawa Fusanobu. Secondo lo scrittore Shikitei Sanba con Kiyotsune (attivo tra il 1757 al 1779) la maniera della scuola Torii si fece nelle forme più moderna.

## Artisti
- Torii Kiyonobu I (1664 - 1729);
- Torii Kiyonobu II (? - ?);
- Torii Kiyomasu I (? - ?);
- Torii Kiyomasu II (? - 1763);
- Torii Kiyotada (? - ?);
- Kiyoharu Kondō (? - ?)[11];
- Torii Kiyomitsu (1735 - 1785);
- Torii Kiyonaga (1752 - 1815);
- Torii Kiyoshige (? - ?);
- Torii Kiyotsune (? - ?);
- Torii Kiyosato (? - ?);
- Torii Kiyohiro (? - ?)